# De Schaduwgrens
De Schaduwgrens is de Nederlandse vertaling van Shadowmarch Volume One, het eerste boek uit de reeks Schaduwwereld (Shadowmarch) van fantasyschrijver Tad Williams. In 2004 verscheen de titel in het Engels, de Nederlandse vertaling volgde in 2006.

## Het Verhaal
De Schaduwgrens vertelt het verhaal van de Zuidermark. Het is het enige deel van de Oude Mark Koninkrijken dat niet verzwolgen is door een geheimzinnige mist. Deze mist, beter bekend als de schaduw, is afkomstig van de Qar. Dit is een niet-menselijk ras dat in het verleden werd teruggedrongen (en later ook vervolgd) door de alsmaar verder naar het Noorden uitdijende menselijke koninkrijken.
Om deze uitbreiding tegen te gaan hebben de Qar eeuwen geleden een mysterieus mistgordijn opgeworpen. Iedereen die probeert door de mist te komen wordt ofwel krankzinnig of verdwijnt voor altijd. In de jaren volgend op de creatie van de mist heeft deze een groot deel van de Mark Koninkrijken verzwolgen. Hierdoor is enkel de Zuidermark gevrijwaard gebleven van de schaduw.
Gedurende reeds vijf eeuwen is de schaduw niet meer opgeschoven, maar daar lijkt nu verandering in te komen. Ook in de Zuidermark zelf is heel wat gaande. Koning Olin is ontvoerd door een rivaliserend rijk en er wordt een hoog losgeld gevraagd. Tijdens de afwezigheid van de koning, treedt zijn oudste zoon Kendrick op als prins-regent. Wanneer deze echter in mysterieuze omstandigheden wordt vermoord, komen alle lasten van het rijk terecht op de schouders van de prinselijke tweeling, Brionnie en Barrick.

## Hoofdpersonages
Prinses Brionnievijftienjarige prinses(-regentes) van de Zuidermark. Tweelingzus van prins Barrick.
Prins Barrickvijftienjarige prins(-regent) van de Zuidermark. Tweelingbroer van prinses Brionnie.
KiezelFunderling. Ontdekt bij een zoektocht langs de schaduwgrens als eerste dat deze weer in beweging is gekomen. Bij diezelfde zoektocht is hij er getuige van dat mensen komende vanuit de schaduw een mensenjongen achterlaten over de grens. Samen met zijn vrouw Opaal besluit hij de jongen voorlopig te adopteren. Omdat de jongen zijn naam niet meer kan herinneren, noemen ze hem Flint.
Ferras VanssenKapitein van de Koninklijke Garde. Verwijt zichzelf dat hij de moordenaars van prins Kendrick niet heeft kunnen tegenhouden.
ChavenHeelmeester van Zuidermark. Wordt door Kiezel op de hoogte gebracht van de verschuivende schaduwgrens en van de achtergelaten mensenjongen.
QuinnitanBruid van de autarch.